# Crimolois
Crimolois foi uma antiga comuna francesa na região administrativa da Borgonha-Franco-Condado, no departamento de Côte-d'Or. Estendia-se por uma área de 3,58 km². Em 2010 a comuna tinha 642 habitantes (densidade: 179,3 hab./km²).
Em 28 de fevereiro de 2019, passou a fazer parte da nova comuna de Neuilly-Crimolois.